# Concert tour'98「Time to Destination」
『concert tour'98「Time to Destination」』（コンサート・ツアー・ナインティーエイト・タイム・トゥ・デスティネーション）は、日本の音楽ユニット・Every Little Thingの2枚目の映像作品。　
2000年3月29日にDVD規格で、2005年3月24日には「avex LIVE DVD フェア」の第2弾商品として再発売された。

## 内容
前作『THE VIDEO COMPILATION（8 Clips）』から約7か月ぶりの映像作品にして、初のライブビデオ。
VHS規格とLD規格の2形態で発売された。なお、LD規格での作品は今作のみとなっている。
2ndアルバム『Time to Destination』を引っ提げて全国のホールで敢行した初のライブツアーから、最終日の東京公演の模様が収められている。

## 収録映像曲
本編
1. Face the change
2. Feel My Heart
3. Hometown
4. 今でも・・・あなたが好きだから
5. Here and everywhere
6. Looking Back On Your Love
7. True Colors
8. All along
9. モノクローム
10. たとえ遠く離れてても…
11. Time goes by
12. Double Moon - For the moment
13. Future World
14. Dear My Friend
15. 出逢った頃のように

アンコール
1. FOREVER YOURS
2. Shapes Of Love

## 参加ミュージシャン
Every Little Thing
- 五十嵐充：Keyboards
- 持田香織：Vocal
- 伊藤一朗：Guitar

Support Member
- 桑島幻矢：Keyboards
- 浅田孟：Bass
- 加藤薫：Guitar
- 古道圭一：Drums